# بين رينولدز
بين رينولدز (بالإنجليزية: Ben Reynolds)‏ هو لاعب دوري الرغبي ولاعب كرة قدم أسترالي، ولد في 7 يناير 1982 في ليثغو في أستراليا. لعب مع Wests Tigers ‏.